# مياه الإطفاء

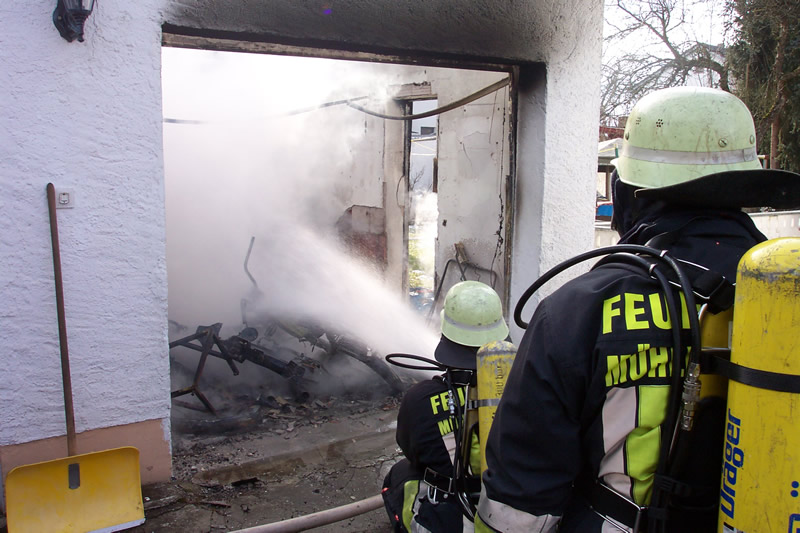

مياه الإطفاء تشير إلى المياه التي تم استخدامها في إطفاء الحريق ويجب التخلص منها. في كثير من الحالات، تتسم هذه المياه بمستوى عالٍ من التلوث وتتطلب عناية خاصة أثناء التخلص منها 
وفي كثير من حالات إطفاء الحرائق، تبقى كميات كبيرة من المياه بعد الانتهاء من السيطرة على الحريق. تشتمل المياه على مواد موجودة داخل المبنى، ومواد ذائبة وجسيمات من عمليات الاحتراق ومواد تولدت عن عملية التبريد. يمكن لمياه الإطفاء أن تكون ملوثة بشكل خاص عندما يكون المبنى أو الموقع الذي يتم إطفاء الحريق المندلع به يحتوي على مواد محتملة التلوث مثل مبيدات الآفات والكواشف الكيميائية غير العضوية والعضوية والأسمدة وغير ذلك. بعض أنواع المنشآت بما في ذلك المزارع والمصانع الكيميائية تفرض مخاطر خاصة بسبب أنواع المواد المتوفرة بها. المنشآت التي تحتوي على كميات من المواد البلاستيكية يمكن كذلك أن تتسبب في مشكلات جسيمة بسبب الرائحة والمذاق اللذين ينتقلان إلى مياه الإطفاء. وقد يجعل تسرب مياه الإطفاء الملوثة إلى الأنهار أو مصادر المياه الأخرى التي سيتم استخدامها في وقت لاحق كمصدر لمياه الشرب من إمدادات المياه غير المعالَجة غير صالحة للشرب أو طهو الطعام.
تتطلب معالجة مياه الإطفاء بشكل منتظم تطويق هذه المياه في موقعها ثم نقلها من هذا الموقع إلى موقع آخر للمعالجة المتخصصة. إحدى التقنيات المعروفة تتمثل في تطويق مياه الإطفاء داخل نظام الصرف باستخدام أكياس هوائية أو صمامات لا رجعية قابلة للغلق يمكن تنشيطها إما يدويًا أو أوتوماتيكيًا.
تطويق مياه الإطفاء هي عامل واحد من ضمن عوامل بيئية كثيرة يتم أخذها في الاعتبار، جنبًا إلى جنب مع تطويق التسرب والتلوث، كجزء أساسي من السياسة البيئية السارية في الشركة للتوافق مع اعتماد ISO14001.